# Protón
En física, el protón (del griego πρῶτον, prōton 'primero') es una partícula subatómica con una carga eléctrica elemental positiva 1 (1,6 × 10-19 C), que es igual en valor absoluto y de signo contrario a la del electrón, y una masa 1836 veces superior a la de un electrón. Su antipartícula, el antiprotón, tiene carga negativa -1.
Se ve el protón como estable, con un límite inferior en su vida media de unos 3,6 × 1029 años, aunque algunas teorías predicen que el protón puede desintegrarse en otras partículas. Originalmente, se pensó que el protón era una partícula elemental, pero desde la década de 1970 existe una evidencia sólida de que es una partícula compuesta. Para la cromodinámica cuántica el protón es una partícula formada por la unión estable de tres cuarks.
El protón y el neutrón, en conjunto, se conocen como nucleones, ya que conforman el núcleo de los átomos. En un átomo, el número de protones en el núcleo determina las propiedades químicas del átomo y qué elemento químico es. El núcleo del isótopo más común del átomo de hidrógeno (también el átomo estable más simple posible) está formado por un único protón. Al tener igual carga, los protones se repelen entre sí. Sin embargo, pueden estar agrupados por la acción de la fuerza nuclear fuerte, que a ciertas distancias es superior a la repulsión de la fuerza electromagnética. No obstante, cuando el átomo es grande (como los átomos de uranio), la repulsión electromagnética puede desintegrarlo progresivamente.
Aunque originalmente los protones se consideraban partículas elementales, en el moderno Modelo Estándar de la física de partículas, se sabe que los protones son partículas compuestas, que contienen tres cuark de valencia, y junto con los neutrones se clasifican ahora como hadrones. Los protones están formados por dos cuarks up de carga +23e y un cuark down de carga -13e. El resto de la masa de un protón se debe a la energía de enlace de la cromodinámica cuántica, que incluye la energía cinética de los cuarks y la energía de los campos gluón que unen a los cuarks.  Dado que los protones no son partículas fundamentales, poseen un tamaño medible; el  radio cuadrático medio de un protón es de aproximadamente 0,84-0,87 fm (1 fm = 10-15m). En 2019, dos estudios diferentes, utilizando técnicas distintas, encontraron que este radio era de 0. 833 fm, con una incertidumbre de ±0,010 fm.
Los protones libres se producen ocasionalmente en la Tierra: las tormentas eléctricas pueden producir protones con energías de hasta varias decenas de MeV. A temperaturas y energías cinéticas suficientemente bajas, los protones libres se unen a electrones. Sin embargo, el carácter de estos protones ligados no cambia y siguen siendo protones. Un protón rápido que se mueve a través de la materia se ralentizará por interacciones con electrones y núcleos, hasta que es capturado por la nube de electrones de un átomo. El resultado es un átomo protonado, que es un compuesto químico de hidrógeno. En el vacío, cuando hay electrones libres, un protón suficientemente lento puede captar un solo electrón libre, convirtiéndose en un átomo de hidrógeno neutro, que químicamente es un radical libre. Estos "átomos de hidrógeno libres" tienden a reaccionar químicamente con muchos otros tipos de átomos a energías suficientemente bajas. Cuando los átomos de hidrógeno libres reaccionan entre sí, forman moléculas de hidrógeno neutro (H2), que son el componente molecular más común de las nubes moleculares en el espacio interestelar.
Los protones libres se utilizan habitualmente en aceleradores para terapia de protones o en diversos experimentos de física de partículas, siendo el ejemplo más potente el Gran Colisionador de Hadrones.

## Historia
Generalmente se le acredita a Ernest Rutherford el descubrimiento del protón. En el año 1919 Rutherford descubrió que cuando se disparan partículas alfa contra un gas de nitrógeno, sus detectores de centelleo muestran los signos de núcleos de hidrógeno. Rutherford determinó que el único sitio del cual podían provenir estos núcleos era del nitrógeno y que por tanto el nitrógeno debía contener núcleos de hidrógeno. Por estas razones Rutherford sugirió que el núcleo de hidrógeno, del que en la época se sabía que su número atómico era 1, debía ser una partícula fundamental.
Antes que Rutherford, en 1886, Eugene Goldstein había observado rayos catódicos compuestos por iones cargados positivamente. Después del descubrimiento del electrón por J.J. Thomson, Goldstein sugirió que, puesto que el átomo era eléctricamente neutro, el mismo debía contener partículas cargadas positivamente. Goldstein usó los rayos canales y pudo calcular la razón carga/masa. Encontró que dichas razones cambiaban cuando variaban los gases que usaba en el tubo de rayos catódicos. Lo que Goldstein creía que eran protones resultaron ser iones positivos. Sin embargo, sus trabajos fueron largamente ignorados por la comunidad de físicos.

## Los protones en física de partículas

### Radio del protón
Las últimas observaciones experimentales, ponen el radio del protón en 8,4184 × 10-16 m.
- Radio del protón = 2 h / (π c mp+) = 8,41235641483227·10-16 m
- Radio del protón = 2 λp+ / π = 8,41235641483233·10-16 m

- h es la constante de Planck.
- π es 3,14159265358979...
- c es la velocidad de la luz.
- mp+ es la masa del protón.
- λp+ es la longitud de onda Compton del protón.

### Descripción
Los protones no se consideran partículas elementales, sino partículas compuestas por tres partículas elementales de espín 1/2: dos cuarks arriba y un cuark abajo, las cuales también están unidas por la fuerza nuclear fuerte mediada por gluones. La masa de estos tres cuarks solo supone un 1 % de la masa del protón. El resto proviene del cómputo de la energía de enlace al considerar el mar de gluones y los pares cuark-anticuark que los rodean. La evidencia de que el protón no era una partícula elemental sino compuesta proviene de experimentos realizados durante los años 1970 que dieron lugar al modelo de partones, después reformulado dentro de la cromodinámica cuántica.
En cuanto a su clasificación, los protones son partículas de espín 1/2, por lo tanto fermiones (partículas de espín semientero). Al experimentar la interacción nuclear fuerte se dice que son hadrones, y dentro del conjunto de hadrones, bariones, que es como se designa a los hadrones que a su vez son fermiones.

### Estabilidad
Al ser los protones los bariones más ligeros, la conservación del número bariónico nos llevaría a conjeturar su estabilidad. De hecho, la desintegración espontánea de los protones libres nunca ha sido observada. Sin embargo, algunas teorías que no conservan el número bariónico, entre las que se encuentran las teorías de la gran unificación, predicen procesos del tipo:
p → e+ + π0
p → μ + π0
donde un protón se desintegraría, hipotéticamente, en un positrón y en un pion neutro; o en un muon y un pion neutro.
Distintos montajes experimentales buscaron estas hipotéticas desintegraciones sin éxito en enormes cámaras subterráneas llenas de agua. El detector de partículas Super-Kamiokande en Japón, aunque no encontró ninguno de estos sucesos, estableció experimentalmente límites inferiores a la vida media de un protón del orden de 1033 años.

### Antiprotón
El antiprotón es la antipartícula del protón. Se conoce también como protón negativo. Se diferencia del protón en que su carga es negativa y en que no forma parte de los núcleos atómicos. El antiprotón es estable en el vacío y no se desintegra espontáneamente. Sin embargo, cuando un antiprotón colisiona con un protón, ambas partículas se transforman en mesones, cuya vida media es extremadamente breve (véase Radiactividad). Si bien la existencia de esta partícula elemental se postuló por primera vez en la década de 1930, el antiprotón no se identificó hasta 1955, en el Laboratorio de Radiación de la Universidad de California, por Emilio Segre y Owen Chamberlain, razón por la cual se les concedió el Premio Nobel de Física en 1959.

## Los protones en química

### Número atómico
En química, el número de protones del núcleo de un átomo se conoce como número atómico (Z), y determina el elemento químico al que pertenece el átomo. Por ejemplo, el número atómico del cloro es 17, de modo que todo átomo de cloro tiene 17 protones y todos los átomos con 17 protones son átomos de cloro. Las propiedades químicas de cada átomo se determinan por el número de electrones, lo que para los átomos neutros es igual a la cantidad de protones para que la carga total sea cero. Por ejemplo, un átomo de cloro neutro tiene 17 protones y 17 electrones, mientras que un ion de cloro Cl- tiene 17 protones y 18 electrones, por lo que resulta una carga total de -1. Todos los átomos de un elemento dado no son necesariamente idénticos, ya que el número de neutrones puede variar para formar los diferentes isótopos, y los niveles de energía pueden variar en la formación de diferentes isómeros nucleares.

### Catión hidrógeno
En física y química, el término protón puede referirse al catión de hidrógeno (H+). En este contexto, un emisor de protones es un ácido, y un receptor de protones una base. Esta especie, H+, es inestable en disolución, por lo que siempre se encuentra unida a otros átomos. En soluciones acuosas forma el ion hidronio u oxonio (H3O+), donde el protón está unido de forma covalente a una molécula de agua. En este caso se dice que se encuentra hidratado, pero también pueden existir especies de hidratación superior.

### Aplicaciones tecnológicas
Los protones tienen un espín intrínseco. Esta propiedad se aprovecha en la espectroscopia de resonancia magnética nuclear (RMN). En esta técnica, a una sustancia se le aplica un campo magnético para detectar la corteza alrededor de los protones en los núcleos de esta sustancia, que proporcionan las nubes de electrones colindantes. Puede usarse posteriormente esta información para reconstruir la estructura molecular de una molécula bajo estudio; este sigue siendo llamado un protón en cualquier tipo de enlace que se quiera establecer.